# BlaZeon
BlaZeon: The Bio-Cyborg Challenge ou simplement BlaZeon (ブレイゾン)  
est un jeu vidéo d'action de type shoot 'em up développé par A.I et édité par Atlus sur borne d'arcade et sur la console Super Nintendo. Il est sorti sur Super Nintendo au Japon le 24 juillet 1992, suivi de l'Amérique du Nord,,,.

## Synopsis
Dans le futur, à son retour sur Terre près une expédition en dehors du Système solaire, l'Armée Impériale Terrienne, prend le contrôle de la Terre à l'aide de mecha Bio-Cyborgs. Les rebelles envoient le vaisseau Garland TFF-01 pour les détruire.

## Système de jeu
Le jeu est composé de 5 niveaux à défilement horizontal. L'originalité du jeu réside dans la possibilité de prendre le contrôle de certains Bio-Cyborgs ennemis (7 différents) pour contre- attaquer.

## Informations supplémentaires
Le character design des Bio-Cyborgs est directement inspiré de l'anime Mobile Suit Gundam : Char contre-attaque (1988).
La version Super Nintendo a été simplifiée par rapport à celle d'Arcade: les animations d'introduction et séquence de fin ont été supprimées, les 3e et 4e niveaux ont été réédités et intervertis.